# Myrlaea
Myrlaea is een geslacht van vlinders van de familie snuitmotten (Pyralidae), uit de onderfamilie Phycitinae.

## Soorten
- M. albistrigata (Staudinger, 1881)
- M. epischniella Staudinger, 1879
- M. kurdistana Amsel, 1959
- M. marmorata Alphéraky, 1876
- M. obliteratella Erschoff, 1874
- M. orcella Ragonot, 1887
- M. pulverulentella Ragonot, 1888
- M. serratella Ragonot, 1893